# Anatolské bejliky
Anatolské bejliky (turecky Anadolu beylikleri, osmansky Tavâif-i mülûk) nebo turecké bejliky v Anatolii jsou souhrnná označení pro skupinu drobných tureckých knížectví ve středověké Anatolii (Malé Asii) po pádu Seldžucké říše a předcházející Osmanské říši. Osmanský stát byl původně jedním z anatolských bejliků. Původ bejliků sahá až do období konce 11. století, kdy byli správou nad různými částmi Seldžucké říše pověřováni regionální vládci zvaní bejové.

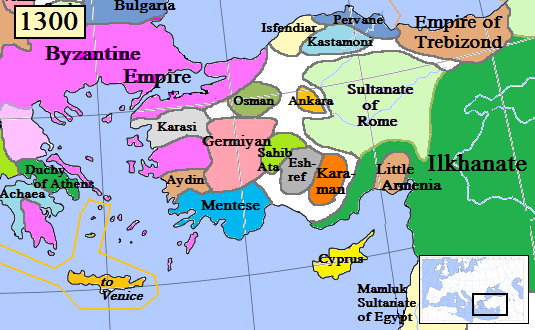
Na začátku 14. století

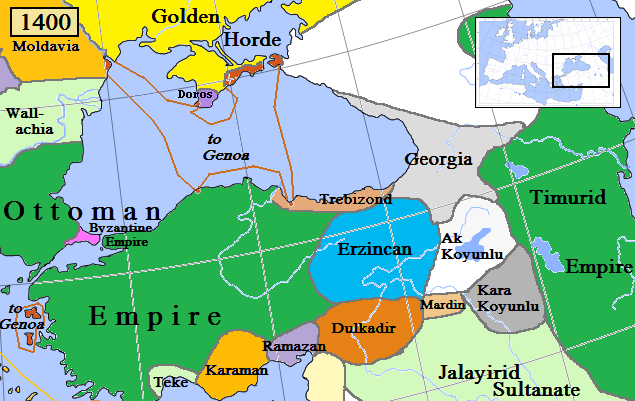
Začátek 15. století, Osmanská říše zeleně

Vznik relativně nezávislých knížectví souvisí se zánikem Seldžucké říše a zejména pak s rozpadem Rúmského sultanátu způsobeným vpádem Mongolů v druhé polovině 13. století. Tento proces pokračoval také ve století následujícím. Politicky slabé rozdrobené bejliky představovaly vhodný prostor k vytvoření nové říše. Dočasně se v oblasti prosadil Mongoly založený Ílchanát, původně součást mongolské veleříše. Historicky předcházely Osmanské říši, kterou založil bej Osman Ghazi. Osmanovo malé knížectví s územím okolo města Söğüt bylo původně jedním z mnoha anatolských bejliků. Osman pokračoval v nájezdech proti slábnoucí Byzanci, přičemž se vyhnul konfliktu s jeho silnějšími tureckými sousedy. Za jeho nástupců osmanský stát zesílil natolik, aby si mohl podmanit další drobná knížectví a sjednotit je do mocné říše.

## Seznam anatolských bejliků

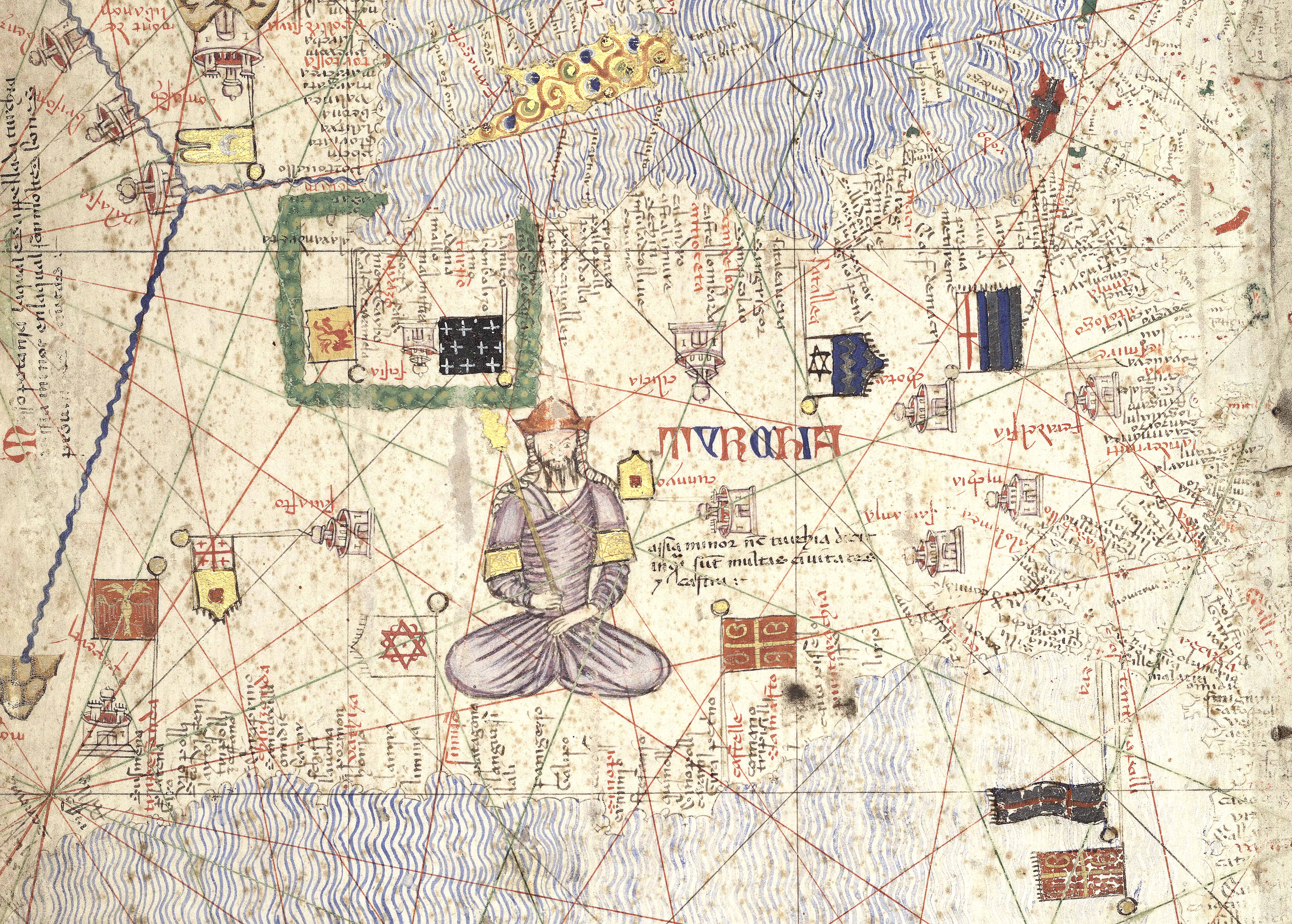
Anatolské bejliky vyobrazené na Katalánském atlasu

Anatolské bejliky s vlajkami dle Katalánského atlasu:
- Ajdin (1300–1425)
- Ahiler (asi 1290–1362)
- Ahis (1230–1392)
- Alanye (1293–1471)
- Bafra (14. století–1460)
- Canik (kolem 1330–1460)
- Çubuk (1085–1112)
- Danišmendovci (1071–1178)
- Dilmaç (1085–1398)
- Dulkadir (1348–1522)
- Eretna (1335–1390)
- Erzinkan (1379–1410)
- Eşref (13. století–1326)
- Germijan (1300–1429)
- Hamidovci (1300–1391)
- Inalovci (1085–1183)
- Chobánovci (1211–1309)
- Kandar (1291–1461)
- Karaman (1250–1487)
- Karası (1296–1357)
- Lâdik (1262–1391)
- Limnie (14.–15. století)
- Mengüjekovci (1072–1277)
- Menteşe (1261–1424)
- Osmanský bejlik (od 1299)
- Teke (1321–1423)
- Ramazánovský bejlik
- Sáhib Atovci (1275–1341)
- Saltukovci (1072–1202)
- Sarukhan (1300–1410)
- Šáhští Arméni (1110–1207)
- Sinopský bejlik (1277–1322)
- Smyrna (1081–1098)
- Tanrıbermiş (1071–1098)